# The Telephone
The Telephone, or L’amour à trois (deutsch: Das Telefon oder Die Liebe zu dritt) ist eine Opera buffa in einem Akt von Gian Carlo Menotti. Das Libretto in englischer Sprache stammt ebenfalls vom Komponisten. Das Werk wurde 1947 am Heckscher Theater in New York uraufgeführt. Das Werk wurde von der Ballet Society in Auftrag gegeben, um die bereits 1946 uraufgeführte Kurzoper The Medium als „curtain raiser“ zu ergänzen.

## Handlung
Die Oper spielt in Lucys Wohnung, einem Apartment in den USA, vermutlich zur Entstehungszeit dieser Oper. Ben muss bald verreisen, doch vorher geht er noch zu seiner Freundin Lucy, um ihr einen Heiratsantrag zu machen. Bevor er beginnen kann, läutet Lucys Telefon. Sie plaudert lange mit ihrer Freundin Margaret. Nach dem Ende des Gesprächs will Ben wieder zum Sprechen ansetzen, doch schon wieder kommt ein Anruf. Der Anrufer hat sich verwählt. Ben bittet Lucy mit dem Hinweis auf die drängende Zeit um Eile, doch diese wählt nach dieser Bemerkung die Zeitansage. Ben will nun zum dritten Mal zum Reden beginnen, aber nun ruft George an, der Lucy vorwirft, sie verbreite ein Gerücht über ihn. Nach einem kleinen, aber heftigen Streit bricht Lucy in Tränen aus. Ben möchte die Telefonschnur durchschneiden, Lucy kann dies jedoch im letzten Augenblick verhindern – sie muss bei ihrer Freundin Pamela Trost suchen und sich bei ihr über Georges Benehmen beklagen. Ben verlässt die Wohnung mittlerweile. Als Lucy das Gespräch beendet, merkt sie, dass Ben gegangen ist und möchte Trübsinn blasen. Kurz darauf kommt ein Anruf von Ben aus einer Telefonzelle, er bittet um ihre Hand. Lucy sagt überglücklich ja und schärft ihm ein, nie ihre Telefonnummer zu vergessen.